# Flexplay
Flexplay là nhãn hiệu dành cho định dạng đĩa video quang tương thích với DVD đã ngừng hoạt động với thời gian phát lại có giới hạn thời gian (thường là 48 giờ). Chúng thường được mô tả là "tự hủy", mặc dù đĩa chỉ đơn thuần chuyển sang màu đen hoặc đỏ sẫm và không bị phân hủy về mặt vật lý. Công nghệ này được ra mắt vào tháng 8 năm 2003 dưới dạng liên doanh với công ty Buena Vista Home Entertainment của Disney dưới tên eZ-D. Khái niệm Flexplay được phát minh bởi hai giáo sư Yannis Bakos và Erik Brynjolfsson, người đã thành lập Flexplay Technologies vào năm 1999. Công nghệ này được phát triển bởi Flexplay Technologies và General Electric.
Công nghệ này ban đầu được dự định như một phương tiện thay thế cho việc cho thuê ngắn hạn các bộ phim mới phát hành. Vì đĩa có thể được sử dụng trong bất kỳ đầu DVD đạt tiêu chuẩn nào, các nhà sản xuất hy vọng rằng nó sẽ thành công khi các công nghệ DVD giới hạn thời gian khác, chẳng hạn như DivX đã không thành công. Việc tiếp thị thử nghiệm đĩa eZ-D bắt đầu vào tháng 8 năm 2003, nhưng đã bị hủy bỏ sớm khi người tiêu dùng bác bỏ khái niệm này. Do lo ngại về việc sụt giảm doanh số bán DVD, phim đã được cung cấp trên eZ-D từ 2 tháng đến vài năm sau khi được phát hành trên DVD và có giá 6,99 USD, cả hai yếu tố đều hạn chế đáng kể nhu cầu của người tiêu dùng.
SpectraDisc là một công nghệ khác như vậy, và vào ngày 13 tháng 1 năm 2003, Flexplay Technologies đã mua lại toàn bộ tài sản của SpectraDisc Corporation. Đĩa SpectraDisc hoạt động theo cách tương tự như đĩa Flexplay, chỉ không bắt đầu bằng màu đỏ và chuyển sang màu xanh lam thay vì màu đen. Việc bổ sung lớp màu đỏ vào các đĩa Flexplay có thể là để bảo vệ các đĩa đã hết hạn sử dụng trong các đầu phát thế hệ tiếp theo bằng cách sử dụng tia laze xanh lam, lớp màu xanh lam bị oxy hóa về cơ bản là trong suốt.
Đĩa Flexplay không có logo DVD. Khi được hỏi liệu các đĩa Flexplay có tuân thủ các tiêu chuẩn của DVD hay không, một người phát ngôn của công ty đã trả lời rằng "DVD Flexplay được sản xuất để có thể đọc được trong các đầu DVD tuân theo các thông số kỹ thuật của Diễn đàn DVD." 
Đĩa Flexplay được vận chuyển trong một gói được niêm phong chân không. Có một chất màu trong suốt bên trong đĩa, chứa trong nhựa liên kết của đĩa và phản ứng với oxy. Khi con dấu bị vỡ trên đĩa được đóng gói chân không, lớp này sẽ chuyển từ trong sang đen trong khoảng 48 giờ, khiến đĩa không thể phát được. Nếu chưa mở, thời hạn sử dụng của gói niêm phong được cho là "khoảng một năm".  Nhựa DVD cũng có một chất nhuộm màu đỏ trong đó, ngăn chặn sự xâm nhập của đĩa bằng tia laser màu xanh lam, tia này sẽ đi thẳng qua thuốc nhuộm phản ứng oxy.
Đĩa Flexplay là đĩa DVD-9 hai lớp. Sự khác biệt so với các đĩa DVD tiêu chuẩn là thành phần của chất kết dính nhựa giữ lớp bên trong và bên ngoài với nhau, nhạy cảm với oxy và tối dần trong thời gian đặt trước, thường là 48 giờ, khi tiếp xúc với không khí. Việc thay thế chất kết dính chỉ làm thay đổi tối thiểu quy trình sản xuất DVD. Thời gian tối có thể bị ảnh hưởng bởi sự thay đổi thành phần chính xác của nhựa. Đối với đĩa DVD-5, nơi không có lớp nhựa liên kết trong đường dẫn quang học, có thể sử dụng lớp phủ bề mặt.
Theo nhà cung cấp, "Đĩa Flexplay hoàn toàn có thể tái chế và phù hợp với tất cả các tiêu chuẩn môi trường EPA hiện hành." Một số nhóm môi trường đã tán thành sản phẩm do các kế hoạch tái chế của Flexplay và quan hệ đối tác với các nhà lãnh đạo ngành môi trường như GreenDisk, dẫn đến việc tạo ra hoạt động tái chế DVD đầu tiên. Tuy nhiên, những người khác như Mạng lưới tái chế rễ cỏ đã phản đối việc tạo ra một phiên bản "dùng một lần" trong thời gian ngắn của một sản phẩm truyền thống có độ bền cao.
Lớp phản ứng chứa một loại nhựa polyme hoạt động như một chất mang cho thuốc nhuộm leuco thích hợp, khi tiếp xúc với oxy trong khí quyển, sẽ bị oxy hóa để tạo thành một vật liệu mờ đục hoặc bán mờ đục.
Một số thuốc nhuộm được sử dụng là xanh methylene, xanh prussian, xanh cresyl rực rỡ, Toluidine Blue O, Basic Blue 3, Methylene Green, Taylor's Blue, Janus Green B, Meldola's Blue, Thionin, Xanh Nile, và Xanh Celestine. Thuốc nhuộm LEUCO được điều chế bằng hóa học giảm sử dụng phù hợp chất khử. Phương pháp được sử dụng thương mại bởi Flexplay và SpectraDisc sử dụng xanh methylen được khử bằng natri dithionite.
Để ngăn quá trình oxy hóa được kích hoạt trong quá trình sản xuất đĩa và để tránh phải sản xuất trong môi trường trơ, thuốc nhuộm leuco được biến đổi thêm về mặt hóa học thành dạng bị chặn của chúng. Thuốc nhuộm leuco bị chặn như vậy là tiền chất của thuốc nhuộm leuco tạo thành thuốc nhuộm leuco bằng một phản ứng hóa học chậm, có kiểm soát. Leucomethylene blue có thể phản ứng với triisopropylsilyl trifluoromethanesulfonate, tạo thành triisopropylsilyloxycarbonylleucomethylen xanh (TIPSOCLMB), bền khi có oxy không khí. Khi có mặt của thuốc thử nucleophile, ví dụ như nước, hợp chất nhuộm leuco bị chặn sẽ trải qua quá trình thủy phân, giải phóng thuốc nhuộm leuco không bị chặn. Phản ứng này diễn ra chậm (vài ngày đến một tuần), và hợp chất thủy phân được cung cấp dưới dạng độ ẩm khí quyển hoặc trong công thức của nhựa.
Tốc độ của quá trình oxy hóa thuốc nhuộm leuco bị phá vỡ phụ thuộc vào độ pH của chất nền polyme nhựa. Bằng cách thêm các hợp chất cơ bản (ví dụ, 1,4-diazabicyclo [2.2.2] octan (DABCO), hoặc các amin khác), pH được tăng lên và tốc độ phản ứng tăng tương ứng. Tương ứng, bằng cách thêm axit protic mạnh (ví dụ, axit camphorsulfonic), tốc độ phản ứng có thể giảm và tuổi thọ của đĩa kéo dài.
Oxy dư có thể được loại bỏ khỏi các chất nền được sử dụng để sản xuất đĩa bằng cách bảo quản chúng trong môi trường chân không hoặc không có oxy (ví dụ: nitơ tinh khiết) trong một khoảng thời gian (vài giờ đến vài ngày). Ngoài ra, một chất khử oxy (ví dụ: muối sắt (II), muối thiếc (II) hoặc các hợp chất cơ kim) có thể được thêm vào công thức polyme, phản ứng với oxy có trong nền polyme trong khung thời gian ngắn hơn so với quá trình thủy phân leuco bị thuốc nhuộm chặn mất.
Thời gian phản ứng có thể được kiểm soát thêm bằng cách thêm các chất khác. Khi tốc độ khuếch tán của oxy qua lớp polyme ít nhiều không đổi, nguồn cung cấp các chất chống oxy hóa thích hợp (ví dụ như các hợp chất cơ kim) phản ứng với oxy ưu tiên cho thuốc nhuộm leuco dẫn đến sự cạn kiệt dần hợp chất chống oxy hóa. Chỉ sau khi chất chống oxy hóa được tiêu thụ, thuốc nhuộm leuco mới bắt đầu bị oxy hóa, đạt được khoảng thời gian chậm bắt đầu phản ứng, sau đó là sự suy giảm hệ số phản xạ nhanh chóng. Ethylhexanoate Stannous có thể được sử dụng ở đây làm kim loại chống oxy hóa. Có thể sử dụng nhiều hợp chất thiếc (II) và sắt (II) hòa tan trong nhựa khác nhau, ví dụ như chelate và muối axit béo. Các hợp chất có thể sử dụng khác là hydroquinon, alkyl hydroxylamin, dithionat, khử saccharid (ví dụ: glucose), α-hydroxyketon (ví dụ, hydroxyacetone), hydride bo được thế và hydride silic.
Thuốc nhuộm bị oxy hóa trong đĩa hết hạn hấp thụ chủ yếu ở bước sóng của laser diode hiện tại (màu đỏ, 650   nm) được sử dụng trong đầu đĩa DVD. Tuy nhiên, thế hệ DVD mới được thiết kế để sử dụng tia laser màu xanh lam ở 450-460 hoặc thậm chí 405 nm, màu xanh metylen về cơ bản là trong suốt. Trong khi SpectraDisc không tính đến điều này, các đĩa Flexplay kết hợp một bộ lọc màu đỏ, chặn tia laser xanh lam đọc đĩa, dù đã hết hạn hay chưa. Vàng Acridine có thể được sử dụng cho mục đích này, cùng với 9,10-bis (phenylethynyl) anthracene, và một quy mô của thuốc nhuộm azo khác nhau, hydrocarbon thơm và thuốc nhuộm khác. Thuốc nhuộm có thể được thêm trực tiếp vào nhựa polycarbonate mà đĩa được làm bằng.
Ngoài ra, các phương pháp khử đĩa khác được đề xuất triển khai cùng với phương pháp chính; Mối quan tâm của các nhà phát triển công nghệ ở đây là trong khi cơ chế oxy hóa thuốc nhuộm ngăn không cho đĩa đọc được bằng các công nghệ tiêu dùng hiện tại, thông tin trên đĩa, được ghi lại dưới dạng các lỗ trong lớp phản chiếu, vẫn nguyên vẹn và có thể được phục hồi. Một trong những phương pháp là làm cho hai lớp phản xạ trong đĩa DVD-9 bằng các kim loại khác nhau (ví dụ như nhôm và bạc), và tách chúng ra bằng một bộ tách dẫn ion. Sau đó, oxy trong khí quyển trải qua phản ứng điện hóa trong pin nhiên liệu thô như vậy với bạc làm cực âm và nhôm làm cực dương, dẫn đến sự phát triển của bạc đuôi gai qua lớp điện môi. Khi bạc chạm vào nhôm, hiện tượng đoản mạch điện hình thành, và sự ăn mòn điện sau đó làm suy giảm nhanh chóng các lớp phản xạ. Nhiều cơ chế khác được đề xuất cho phương pháp phá hủy dữ liệu "sao lưu" chậm hơn, ít được kiểm soát hơn này, từ sự ăn mòn của các lớp phản chiếu đến sự suy giảm chất nền polyme của đĩa.

## Phát hành
Năm 2003, tổ chức Disney thông báo sẽ phát hành một số đĩa Flexplay ez-D (Cướp biển vùng Ca-ri-bê: Lời nguyền cả ngọc trai đen, Nhật ký của Bridget Jones, The Recruit, Rabbit-Proof Fence, The Hot Chick, 25 Hour, Heaven, Equilibrium_(film), Frida và Signs).
Đĩa đã được bán thử nghiệm ở Austin, Texas. Một chuỗi cửa hàng tạp hóa đã đánh rơi những chiếc đĩa vào tháng 2 năm 2004, nói rằng "Hóa ra nó không phải là mặt hàng mà khách hàng của chúng tôi đang tìm kiếm." 
Năm 2004, Flexplay được mua bởi The Convex Group, người cũng sở hữu các thương hiệu Lidrock và HowStuffWorks. Đĩa Flexplay có giá khoảng 4,99 đô la Mỹ, một mức giá tương đương với giá thuê DVD hai ngày.
Đĩa Flexplay đầu tiên được phân phối cho người tiêu dùng toàn quốc ở Mỹ là một bộ phim Giáng sinh năm 2004 mang tên Noel, được phát hành "đồng thời" tại các rạp chiếu, trên truyền hình cáp và đĩa Flexplay. Được biết các rạp chiếu đã tức giận với việc phát hành đồng thời, và kết quả là bộ phim thực sự chỉ nhận được suất chiếu ở vài chục rạp.
Vào tháng 6 năm 2008, Flexplay thông báo rằng Staples sẽ bán đĩa Flexplay trong các cửa hàng bán lẻ của họ.